# Claude Vonstroke
Claude VonStroke, noto anche con lo pseudonimo di Barclay Crenshaw (Cleveland, 7 luglio 1971), è un disc jockey e produttore discografico statunitense di musica minimal e tech house.
Nel 2005 ha fondato la sua etichetta discografica Dirty Bird, e nello stesso anno ha ottenuto successo con il singolo Deep Throat.
Il 2006 è stato l'anno in cui Vonstroke è riuscito ad affermarsi definitivamente a livello mondiale. Con il singolo Who's afraid of Detroit?, definita da Richie Hawtin migliore traccia del 2006, ha scalato le classifiche mondiali, rimanendo in vetta per più di un mese.
The Whistler è il singolo che ha seguito sempre in quell'anno ed è riuscito a mantenere l'ondata di successo, inserito poi nell'album, pubblicato sempre nel 2006, Beware of the Bird.
Claude è stato delineato come l'esponente di maggior tendenza della corrente after-party nel panorama di San Francisco Detroit e Chicago.
Attualmente è all'opera con il suo nuovo album.

## Discografia

### Singoli
- 2006 The Whistler
- 2006 Deep Throat (ITA # 1 / GER # 1 / BEL #1)
- 2006 Who's Afraid of Detroit?
- 2007 Groundhog Day
- 2008 Scarlet Macaw

### Album
- 2006 Beware of the Bird